# Bulan (Wonosari)
Bulan is een bestuurslaag in het regentschap Klaten van de provincie Midden-Java, Indonesië. Bulan telt 2757 inwoners (volkstelling 2010).